# Pique-Pega, Pique-Esconde
"Pique-Pega, Pique-Esconde" é uma canção do grupo Trem da Alegria lançada como segundo single do quarto álbum de estúdio do grupo intitulado Trem da Alegria. 
A faixa é um dueto entre os integrantes Luciano Nassyn e Vanessa que já eram adolescentes e deixariam o grupo no mesmo ano do lançamento do álbum, para dedicarem-se as suas carreiras solo.

## Produção e lançamento

Luciano e Vanessa em performance da música na TV.

A canção faz alusão a duas brincadeiras de criança ainda comuns nos anos de 1980: "Pega-pega" que é uma brincadeira que data da Idade Média, na qual um dos participantes é o pegador que corre atrás dos outros que são chamados de fugitivos e "Esconde-esconde", conhecida em alguns lugares como "escondidas", na qual um dos participantes fica com olhos fechados por determinado tempo enquanto os outros participantes se escondem, a brincadeira consiste em achar todos os que estavam escondidos.
Michael Sullivan e Paulo Massadas utilizaram-se dessas duas brincadeiras para criar a letra da faixa que se difere de sucessos anteriores do Trem da Alegria que traziam temas ligados ao mundo infantil como super-heróis e jogos, ao falar de namoros adolescentes e, segundo a Folha de S.Paulo criar uma letra mais adulta, com diálogos que lembram os das músicas da banda brasileira Blitz.
A música era cantada nos shows da turnê de promoção do disco.

## Recepção
A "Pique-Pega, Pique-Esconde" teve boa repercussão, ficando entre as dez mais tocadas em diversas rádios brasileiras, como a 105 FM do Rio de Janeiro.

## Versões
Após a primeira versão do grupo Trem da Alegria, em 1988, um cover da faixa foi cantada por um coral de crianças no álbum Carnaval Dos Baixinhos, lançado pelo selo Xuxa Discos, da apresentadora Xuxa Meneghel.